# Lower Tazimina Lake
Der Lower Tazimina Lake ist ein See im Südwesten des US-Bundesstaates Alaska.
Der Lower Tazimina Lake (lower engl. für „unterer“) ist der untere zweier langgestreckter Seen am Flusslauf des Tazimina River. Der 12,5 km² große See glazialen Ursprungs befindet sich 20 km östlich von Nondalton sowie 20 km südlich von Port Alsworth auf einer Höhe von 194 m in den Chigmit Mountains, einem Gebirgszug der nördlichen Aleutenkette. Der Lake Clark liegt 10 km nordwestlich des Sees. Durchflossen wird der in Nordost-Südwest-Richtung ausgerichtete 11,1 km lange und maximal 1,2 km breite See vom Tazimina River. Der See befindet sich innerhalb des Lake Clark National Preserve. 9 km talaufwärts, weiter östlich, befindet sich der Upper Tazimina Lake.